# Isochariesthes picta
Isochariesthes picta är en skalbaggsart som först beskrevs av Stefan von Breuning 1938.  Isochariesthes picta ingår i släktet Isochariesthes och familjen långhorningar.
Artens utbredningsområde är Kenya. Inga underarter finns listade i Catalogue of Life.